# Trichinella nativa
Trichinella nativa es una especie de nematodo del orden Trichurida propia de la región Holártica. Resiste bien el frío. Produce triquinelosis. Los principales huéspedes de esta especie son la población humana Inuit, perros de trineos, morsas, osos, focas y aves de tránsito.
- Datos: Q3538968